# 耶伊塔山
耶伊塔山是南極洲的一座山峰，在澳大利亚也被称为班费尔德山，位於南极洲东部的肯普地，處於布魯森冰原島峰以東5千米，屬於漢森山脈的一部分，海拔高度1,700米。
挪威製圖師使用拉尔斯·克里斯滕森1936年/37年探险时拍摄的空照将此山繪入地圖和命名。澳大利亚国家南极研究探险队使用空照再次对它进行定位和绘制地图。澳大利亚南极名称和奖牌委员会以1958年和1959年间驻扎在莫森站的澳洲皇家空軍飞行员班费尔德命名此山。